# Women in Film Crystal + Lucy Awards
Women in Film Crystal + Lucy Awards — это престижная премия, обладательницами которой становятся только женщины, добившиеся успехов в кино- и телеиндустрии. Церемония впервые состоялась в 1977 году и ее условно можно разделить на три крупные награды — Crystal Award, чествующую киноактрис, Lucy Award, предназначенную для талантливых женщин в сфере ТВ, награда Max Mara «Лицо будущего», которой обычно отмечают деятельность молодых актрис, и премию Kodak Vision Award, чествующую женщин-кинорежиссеров с выдающимися достижениями в области кинематографии, режиссуры и / или продюсирования, которые также сотрудничают и помогают женщинам в индустрии развлечений.

## Crystal Award
Премия Crystal Award была учреждена в 1977 году в честь выдающихся женщин, которые благодаря своей выносливости и совершенству своей работы помогли расширить роль женщин в индустрии развлечений.

### Победители
- 2018 — Бри Ларсон
- 2017 — Элизабет Бэнкс
- 2016 — Дениз ДиНови, Лайан Халфон, Линда Обст, Джейн Розенталь, Пола Вагнер, Лорен Дайан Шулер Доннер, Люси Фишер, Паула Вайнштейн
- 2015 — Николь Кидман
- 2014 — Кэйт Бланшетт
- 2013 — Лора Линни
- 2012 — Виола Дэвис
- 2011 — Аннет Бенинг
- 2010 — Донна Лэнгли
- 2009 — Дженнифер Энистон
- 2008 — Дайан Инглиш & актерский состав фильма «Женщины»
- 2007 — Рене Зеллвегер
- 2006 — Лорен Дайан Шулер Доннер, Дженнифер Лопес, Дайан Уоррен
- 2005 — Сандра Буллок, Жезин Баллок-Прадо, Джейм Ракер Кинг, Нина Шоу
- 2004 — Гвинет Пэлтроу
- 2003 — Дебра Хилл, Нина Джейкобсон, Дайан Лейн
- 2002 — Холли Берри, Лора Зискин
- 2001 — Гленн Клоуз, Вупи Голдберг, Эми Паскаль , Джульет Тейлор
- 2000 — Барбара Бойл, Джессика Лэнг, Никки Рокко
- 1999 — Дрю Бэрримор, Эми Хекерлинг, Марсия Насатир, Паула Вайнштейн
- 1998 — Люси Фишер, Гейл Энн Хёрд, Мерил Стрип
- 1997 — Голди Хоун, Дайан Китон, Бетт Мидлер
- 1996 — Анжела Бассетт, Джоди Фостер , Одри Хепбёрн (посмертно), Анжелика Хьюстон, Баффи Шутт, Кэти Джонс
- 1995 — Кэтлин Кеннеди, Мег Райан, Шэрон Стоун, Элфри Вудард
- 1994 — Нора Эфрон, Полли Плэтт, Джоан Плаурайт , Сьюзан Сарандон
- 1993 — Джули Эндрюс, Кей Копловиц, Мишель Пфайффер
- 1992 — Майя Энджелоу , Дайан Кэрролл, Марта Кулидж, Лили Томлин
- 1991 — Руби Ди, Пенни Маршалл, Джессика Тэнди
- 1990 — Марси Карси, Джин Пикер Фирстенберг, Ли Ремик
- 1989 — Дон Стил , Сьюзен Стрэттон, Фэй Рэй
- 1988 — Сьзан Де Пассе, Ли Грант, Лоретта Янг
- 1987 — Дороти Джекинс, Рене Валента, Энн-Маргрет
- 1986 — Мэрилин Бергман, Марион Догерти, Салли Филд
- 1985 — Лина Вертмюллер, Meta Уайлд, Элизабет Тейлор
- 1984 — Мэри Тайлер Мур, Брайан Мерфи (ASC), Барбара Стрейзанд
- 1983 — Маргарет Бут, Бетт Дэвис, Рут Гордон
- 1982 — Деде Аллен, Джей Прессон Аллен, Сесили Тайсон, Ханна Вайнштейн
- 1981 — Верна Поля, Джейн Фонда, Шэрри Лэнсинг
- 1980 — Кэрол Бернетт, Фэй Канин, Кэтлин Нолан
- 1979 — Лилиан Гиш, Барбара Шульц, Этель Вайнант
- 1978 — Лилиан Галло, Полин Кейл, Ширли Маклейн
- 1977 — Люсиль Болл, Нэнси Мэлоун, Элинор Перри, Норма Зарки

## Lucy Award
The Lucy Award за инновации на телевидении была учреждена в 1994 году Джоанной Кернс, Бонни Дор и Лорин Арбус для того, чтобы признать заслуги женщин и мужчин и их творческие работы, которые усилили восприятие женщин через телевидение. Премия берет свое название в честь Люсиль Болл и представлена в ассоциации с поместьем Болла.

### Победители
- 2018 — Ченнинг Данги
- 2017 — Трейси Эллис Росс
- 2016 — Тараджи Пенда Хенсон
- 2015 — Джилл Солоуэй
- 2014 — Керри Мариса Вашингтон
- 2013 — Женский каст в сериале «Безумцы»: Кристина Хэндрикс, Дженьюари Кристен Джонс, Элизабет Мосс, Джессика Паре, Кирнан Бреннан Шипка
- 2012 — Бонни Хаммер
- 2011 — Нина Тасслер
- 2010 — Кортни Кокс
- 2009 — Холли Хантер
- 2008 — Сальма Хайек
- 2007 — Шонда Раймс, женский каст в фильме «Анатомия Грея»
- 2006 — «Джина» Дэвис
- 2005 — Дебра Мессинг & Меган Маллалли
- 2004 — Блайт Даннер
- 2003 — Гэйл Берман, Стокард Чэннинг, Шейла Невинс, Лили Томлин
- 2002 — Рози О’Доннел, Энн Суини, Тайн Дейли, Эми Фредерика Бреннеман
- 2000 — Мэрси Карсей, Филлис Диллер, каст и съемочная группа фильмов «Если бы стены могли говорить» и «Если бы стены могли говорить 2»
- 1999 — Норман Милтон Лир, Бад Йоркин, Кэмрин Мангейм, каст сериала «Секс в большом городе» (Сара Джессика Паркер, Ким Кэттролл, Кристин Дэвис, Синтия Никсон)
- 1998 — Даянн Кэролл, Кай Копловитц, Барбара Уолтерс, Шари Люьис (посмертно)
- 1997 — Кэрол Бурнетт, Розанна, Джин МакКурди
- 1996 — Гэрри Маршалл, Марло Томас, Анжела Лэнсбури, Мэдэлин Пью Дэвис, Нэнси Савока
- 1995 — Трейси Уллман, Элизабет Монтгомери (посмертно), Имоджен Кока, Фрэд Сильвермен, Брианна Мэрфи
- 1994 — Линда Блудворт-Томасон, Гэри Дэвид Голдберг, Сьюзан Луччи